# Marquéglise
Marquéglise és un municipi francès, situat al departament de l'Oise i a la regió dels Alts de França. L'any 2007 tenia 377 habitants.

## Demografia

### Població
El 2007 la població de fet de Marquéglise era de 377 persones. Hi havia 130 famílies de les quals 20 eren unipersonals (8 homes vivint sols i 12 dones vivint soles), 47 parelles sense fills i 63 parelles amb fills.
La població ha evolucionat segons el següent gràfic:
Habitants censats

### Habitatges
El 2007 hi havia 146 habitatges, 137 eren l'habitatge principal de la família, 3 eren segones residències i 6 estaven desocupats. Tots els 145 habitatges eren cases. Dels 137 habitatges principals, 121 estaven ocupats pels seus propietaris, 11 estaven llogats i ocupats pels llogaters i 5 estaven cedits a títol gratuït; 1 tenia una cambra, 4 en tenien dues, 19 en tenien tres, 32 en tenien quatre i 81 en tenien cinc o més. 129 habitatges disposaven pel capbaix d'una plaça de pàrquing. A 41 habitatges hi havia un automòbil i a 85 n'hi havia dos o més.

### Piràmide de població
La piràmide de població per edats i sexe el 2009 era:
| Homes | Edats   | Dones |
| ----- | ------- | ----- |
| 0     | 95 o +  | 0     |
| 0     | 90 a 94 | 0     |
| 0     | 85 a 89 | 8     |
| 0     | 80 a 84 | 4     |
| 4     | 75 a 79 | 0     |
| 4     | 70 a 74 | 12    |
| 8     | 65 a 69 | 4     |
| 4     | 60 a 64 | 4     |
| 4     | 55 a 59 | 8     |
| 4     | 50 a 54 | 8     |
| 16    | 45 a 49 | 8     |
| 28    | 40 a 44 | 16    |
| 20    | 35 a 39 | 16    |
| 8     | 30 a 34 | 16    |
| 12    | 25 a 29 | 12    |
| 4     | 20 a 24 | 4     |
| 24    | 15 a 19 | 8     |
| 8     | 10 a 14 | 16    |
| 8     | 5 a 9   | 20    |
| 8     | 0 a 4   | 16    |

## Economia
El 2007 la població en edat de treballar era de 250 persones, 194 eren actives i 56 eren inactives. De les 194 persones actives 180 estaven ocupades (97 homes i 83 dones) i 14 estaven aturades (6 homes i 8 dones). De les 56 persones inactives 16 estaven jubilades, 18 estaven estudiant i 22 estaven classificades com a «altres inactius».

### Ingressos
El 2009 a Marquéglise hi havia 142 unitats fiscals que integraven 399 persones, la mediana anual d'ingressos fiscals per persona era de 19.725 €.

### Activitats econòmiques
Dels 10 establiments que hi havia el 2007, 2 eren d'empreses de construcció, 2 d'empreses de comerç i reparació d'automòbils, 2 d'empreses de transport, 3 d'empreses de serveis i 1 d'una entitat de l'administració pública.
L'any 2000 a Marquéglise hi havia 13 explotacions agrícoles.

## Equipaments sanitaris i escolars
El 2009 hi havia una escola elemental integrada dins d'un grup escolar amb les comunes properes formant una escola dispersa.

## Poblacions més properes
El següent diagrama mostra les poblacions més properes.